# Jonathan Sadowski
Jonathan Michael-Angelo Sadowski (ur. 23 listopada 1979 w Chicago) – amerykański aktor filmowy i telewizyjny pochodzenia polskiego i włoskiego.

## Życiorys
Urodził się w Chicago w stanie Illinois jako syn Marirose i Roberta Sadowski. Jego matka jest pochodzenia włoskiego, a ojciec polskiego. Jego starszy brat Mark Sadowski, został dyrektorem College Scouting.
W klasie czwartej został wybrany reżyserem filmowym. Uczęszczał do Mount Carmel High School w Chicago w stanie Illinois. Po obejrzeniu musicalu Upiór w operze w szkole średniej zdecydował, że zostanie aktorem. Początkowo studiował na kierunku finanse na Uniwersytecie Illinois w Urbana-Champaign, potem przeniósł się na wydział teatralny. Po ukończeniu studiów w grudniu 2001, w styczniu 2002 przeniósł się do Los Angeles.
Debiutował na kinowym ekranie jako Paul Antonio, najlepszy przyjaciel Violi Hasting (Amanda Bynes) w komedii romantycznej Andy’ego Fickmana Ona to on (She’s the Man, 2006). Popularność wśród telewidzów przyniosła mu postać Josha Xandera Kamińskiego w sitcomie Freeform Young & Hungry. Wystąpił również w serialu USA Network Paramedycy (Sirens) i sitcomie CBS Jak ojciec coś palnie, to... (S#*! My Dad Says) jako Henry Goodson.
5 czerwca 2015 związał się z Melissą Lynn, stylistką, którą poznał na planie serialu Young & Hungry.
Bywa porównywany z wyglądu do Jude’a Law.

## Filmografia

### Filmy fabularne
- 2005: Pool Guys (TV) jako Sam
- 2006: Ona to on (She’s the Man) jako Paul Antonio
- 2006: My Ex Life (TV) jako Gus
- 2007: Szklana pułapka 4.0 (Live Free or Die Hard) jako Trey
- 2008: Squeegees (TV) jako Olufssen Machachi
- 2009: Jak by to sprzedać (The Goods: The Don Ready Story) jako Blake
- 2009: Piątek, trzynastego (Friday the 13th) jako Wade
- 2009: Babskie wakacje (Spring Breakdown) jako Doug
- 2012: Czarnobyl. Reaktor strachu (Chernobyl Diares) jako Paul

### Seriale TV
- 2003: Agenci NCIS (Navy NCIS: Naval Criminal Investigative Service) jako sierżant Norski
- 2004: Port lotniczy LAX (LAX) jako Oleg Karponov
- 2004: American Dreams jako Jefferson
- 2004: Babski oddział (The Division) jako Bruce Kelso
- 2006: The Loop jako Roland
- 2007: Dr House (House, M.D.) jako dr Mason
- 2007: The Wedding Bells jako Adam
- 2007: Ekipa (Entourage) jako asystent Bretta
- 2007: Chuck jako Laszlo Mahnovski
- 2008: Terminator: Kroniki Sary Connor (Terminator: The Sarah Connor Chronicles) jako Sayles
- 2010–2011: Jak ojciec coś palnie, to... (S#*! My Dad Says) jako Henry Goodson
- 2014–2018: Young & Hungry jako Josh Kaminsky
- 2015: Paramedycy (Sirens) jako Joshua
- 2018: Zabójcza broń (Lethal Weapon) jako Andrew